# Pseudonautia occideana
Pseudonautia occideana är en insektsart som beskrevs av Marius Descamps 1983. Pseudonautia occideana ingår i släktet Pseudonautia och familjen Romaleidae. Inga underarter finns listade i Catalogue of Life.